# Potrero Nuevo, Puebla
Potrero Nuevo är en ort i Mexiko.   Den ligger i kommunen Atempan och delstaten Puebla, i den sydöstra delen av landet, 180 km öster om huvudstaden Mexico City. Potrero Nuevo ligger 2 058 meter över havet och antalet invånare är 437.
Terrängen runt Potrero Nuevo är lite bergig, och sluttar norrut. Runt Potrero Nuevo är det ganska tätbefolkat, med 179 invånare per kvadratkilometer. Närmaste större samhälle är Teziutlan, 7,2 km öster om Potrero Nuevo. I omgivningarna runt Potrero Nuevo växer huvudsakligen savannskog.